# Pseudophorellia
Pseudophorellia es un género de insecto de la familia Tephritidae del orden Diptera.

## Especies
- Pseudophorellia acrostichalis
- Pseudophorellia antica
- Pseudophorellia anypsilon
- Pseudophorellia bipunctata
- Pseudophorellia brevilobata
- Pseudophorellia confluens
- Pseudophorellia decora
- Pseudophorellia diffusa
- Pseudophorellia distincta
- Pseudophorellia enkerlini
- Pseudophorellia fenestrata
- Pseudophorellia flavicauda
- Pseudophorellia fuscoapicata
- Pseudophorellia hansoni
- Pseudophorellia maculata
- Pseudophorellia marginata
- Pseudophorellia quadricincta
- Pseudophorellia reducta
- Pseudophorellia semilunata
- Pseudophorellia setosa
- Pseudophorellia stonei
- Pseudophorellia tica
- Pseudophorellia tristeza
- Pseudophorellia vespiformis